# Slijmappel
De slijmappel (Aegle marmelos) is een plant uit de wijnruitfamilie (Rutaceae).
Het is een in droge tijden bladverliezende, doornige, tot 15 m hoge boom met een korte stam, een afschilferende schors en uitspreidende takken die soms stekels dragen. De soort is de enige in zijn geslacht en behoort net als de citrusvruchten tot de wijnruitfamilie. Uit verwonde takken stroomt een heldere, gomachtige vloeistof die na verloop van tijd stolt en lijkt op Arabische gom. De smaak is aanvankelijk zoet, maar de vloeistof is irriterend voor de slijmvliezen. De afwisselend geplaatste bladeren bestaan uit drie tot vijf eironde of ovale, ondiep getande, 4-10 × 2-5 cm grote deelblaadjes. Nieuw loof is glanzend rozeachtig-kastanjebruin. Oudere bladeren verspreiden na kneuzing een onaangename geur.
De zoet geurende, tweeslachtige bloemen groeien met vier tot zeven stuks in 4-5 cm lange trossen, die ontspringen in de bladoksels van jonge takken. Ze bestaan uit 1,5 cm lange kelkbladeren en vier of vijf teruggeslagen, vlezige, tot 1,5 × 0,8 cm grote kroonbladeren die groen aan de buitenkant en geel aan de binnenkant zijn en uit vijftig of meer groenig-gele meeldraden.
De vrucht is een ronde, peervormige of ovale, 5-20 cm grote bes met een tot 5 mm dikke, harde houtige schil of een min of meer zachte schil. De gladde, doffe schil van de vrucht vertoont fijne kliertjes en verkleurt tijdens rijping van grijsgroen naar geel met bruine vlekken. Het vruchtvlees is bleekoranje, zacht, melig, pappig en sappig. Het ruikt sterk aromatisch en smaakt zoetzuur, iets bitter, harsig en fruitig. Om een vezelige centrale streng liggen acht tot twintig vruchtkamers die met helder, kleverig, zoet sap zijn gevuld. Per kamer liggen tien tot vijftien stuks, circa 1 cm lange, afgeplatte, langwerpige zaden.
Voor vers gebruik kan de vrucht worden opengebroken en het vruchtvlees worden uitgelepeld. Van de vruchten kan sap worden gemaakt. Ook kunnen de vruchten worden verwerkt in marmelade, gelei en zoetwaren. Jonge bladeren en twijgen worden in Thailand en Indonesië als groente gegeten. Onrijpe vruchten bevatten tot 10% tannine en worden daarom in de volksgeneeskunde als medicijn tegen diarree toegepast. In de Hindoecultuur worden de bladeren gebruikt als offergeschenk voor de god Shiva. Hierom wordt de boom in India in tempeltuinen aangeplant.
De plant komt van nature voor in droge wouden in Zuid-Azië in India, Myanmar, Pakistan, Bangladesh en Indochina. Elders wordt deze soort ook in de (sub)tropen gekweekt.